# Peperomia tacanana
Peperomia tacanana är en pepparväxtart som beskrevs av Trel. & Standley. Peperomia tacanana ingår i släktet peperomior, och familjen pepparväxter. Inga underarter finns listade i Catalogue of Life.